# Surface Studio 2
Surface Studio 2是一款由微软设计和生产的一体机，是其Surface系列的个人计算设备的一部分。 在上一个版本Surface Studio发行两年后的2018年10月2日，微软在Windows 10设备发布会上宣布了该产品，并于当日开始预订。 
Surface Studio是完全由微软制造的第二台台式计算机，它预装的是2018年10月更新的Windows 10操作系统。 该产品起价为3,499美元，主要面向从事创意职业的人员，例如图形艺术家和设计师 。 

## 特征

### 硬件
Surface Studio 2搭载有一块28英寸4.5K “ PixelSense ”显示屏，分辨率为4500 x 3000像素，相当于192 dpi 。 屏幕是一体机有史以来最薄的12.5 毫米厚的的屏幕 ，支持DCI-P3和sRGB色彩空间，并且具有独特的铰链设计，支持以类似于Wacom Cintiq的方式平放。 显示屏的边框包含一个五百万像素的摄像头和一个支持Windows Hello的背光红外摄像头。 
基座里包含第7代（代号“ Kaby Lake ”） Core i7处理器和NVIDIA GeForce GTX 1060或GeForce GTX 1070图形处理器（取决于配置）。 该系统最多可配置32 GB的DDR4 RAM和2 TB的SSD 。 它还具有四个USB 3.0端口，一个USB-C端口，一个SDXC读卡器和一个耳机连接口 。 
与许多台式机不同，Surface Studio 2支持Microsoft的Modern Standby（以前称为InstantGo）规范，使后台任务可以在计算机睡眠时运行。 
| Surface Studio 2配置选项 | Surface Studio 2配置选项            | Surface Studio 2配置选项 | Surface Studio 2配置选项 | Surface Studio 2配置选项 |
| 价格（美元）             | 中央处理器                          | 整合式GPU                | 内存                     | 内部存储器               |
| ------------------------ | ----------------------------------- | ------------------------ | ------------------------ | ------------------------ |
| 3,499                    | 英特尔酷睿i7-7820HQ（2.9至3.9 GHz） | GeForce GTX 1060 6GB     | 16 GB                    | 1个 TB固态硬盘           |
| 4,199                    | 英特尔酷睿i7-7820HQ（2.9至3.9 GHz） | GeForce GTX 1060 6GB     | 32 GB                    | 1个 TB固态硬盘           |
| 4,799                    | 英特尔酷睿i7-7820HQ（2.9至3.9 GHz） | GeForce GTX 1070 8GB     | 32 GB                    | 2 TB固态硬盘             |

### 配件
Microsoft特别设计了Surface鼠标和Surface键盘与Surface Studio 2搭配使用。 它还与Surface笔和新配件Surface Dial兼容。 后者由一个圆盘组成，可以放置在显示器上并旋转以执行各种动作，例如精确地滚动，缩放，调节音量。 开发人员可以利用其API将其功能集成到自己的产品中。 

## 评价
Surface Studio 2获得了普遍好评。 许多人赞扬了高分辨率的显示器，产品质量和高性能的GPU。 批评则集中在该设备的高入门价，所有接口均在背面以及使用上一代移动Intel四核（与当前的六核相对）的CPU。 